# Omega Carinae
Omega Carinae ist ein Stern im Sternbild Carina am südlichen Sternhimmel. Aufgrund der Präzession wird Omega Carinae um 5700 die Rolle des Polarsterns spielen.